# Patrick Melrose
Patrick Melrose è una miniserie televisiva britannico-statunitense del 2018 liberamente tratta dal ciclo narrativo de I Melrose di Edward St Aubyn, creata da David Nicholls e diretta da Edward Berger. Vede come protagonista Benedict Cumberbatch nel ruolo dello stesso Patrick Melrose.

## Trama
La miniserie di cinque puntate è adattata da altrettanti romanzi di Edward St Aubyn, i quali insieme compongono il ciclo narrativo de I Melrose: Never Mind, Bad News, Some Hope, Mother's Milk e At Last. Ogni puntata della miniserie televisiva costituisce un adattamento di un volume diverso all'interno del ciclo. La storia è basata sulla vita dello stesso autore, cresciuto in una disfunzionale famiglia dell'alta borghesia britannica, il quale ha affrontato la morte di entrambi i genitori, problemi di alcolismo, una dipendenza da eroina, e successivamente la guarigione, il matrimonio e la paternità.
Nell'adattamento televisivo, Patrick Melrose è un tossicodipendente mentalmente instabile che deve affrontare l'improvvisa perdita del padre, protagonista dei ricordi più difficili della sua infanzia. Questo lo costringerà ad affrontare i demoni del passato e a cercare nuovamente la voglia di vivere.

## Produzione
Nel febbraio del 2017 è stato annunciato che Benedict Cumberbatch avrebbe prodotto e partecipato a un adattamento televisivo del ciclo di romanzi di Edward St Aubyn su Patrick Melrose, il quale sarebbe stato trasmesso su Showtime negli Stati Uniti e su Sky Atlantic nel Regno Unito. David Nicholls ha sceneggiato le cinque puntate della miniserie, con Edward Berger alla regia. A luglio, Jennifer Jason Leigh e Hugo Weaving si sono uniti al cast nel ruolo dei genitori di Patrick, insieme a Anna Madeley nel ruolo della moglie di Patrick. Allison Williams e Blythe Danner si sono aggiunte a agosto, mentre le riprese sono iniziate in ottobre nella città di Glasgow.

## Distribuzione
Il primo trailer della miniserie televisiva è stato pubblicato il 6 gennaio 2018, mentre un secondo trailer è stato distribuito il 6 aprile annunciando che la prima puntata avrebbe debuttato il 12 maggio su Showtime. Le puntate della miniserie sono state distribuite in streaming in Canada su CraveTV. In Italia è stata trasmessa da Sky Atlantic dal 9 luglio al 6 agosto 2018.

## Accoglienza
La miniserie ha ricevuto il plauso della critica ed è stata elogiata la performance di Cumberbatch. Ha un apprezzamento dell'89% su Rotten Tomatoes e un punteggio di 80/100 su Metacritic.